# Filebo
Il Filebo (in greco antico: Φίληβος?, Fílēbos) è un dialogo scritto da Platone nella fase finale della sua produzione, probabilmente subito dopo il secondo viaggio in Sicilia (366-365 a.C.).
È l'ultimo scritto in cui il filosofo attribuisce al maestro il ruolo di protagonista: discutendo con Filebo e Protarco, Socrate ricerca il «vero Bene» in grado di garantire una vita felice, partendo dalla possibilità – in seguito negata – che esso coincida con il piacere.

## Il metodo dialettico
Protarco viene chiamato a sostituire Filebo nella discussione, ricevendo in eredità la tesi secondo cui per tutti gli esseri viventi il bene consiste nel piacere (ἡδονή); a essa Socrate ha però obiettato che a qualsiasi voluttà è preferibile l'attività dell'intelligenza. Si tratta di un argomento a cui si accenna anche in Repubblica 506b, ma che non era stato approfondito nel corso del dialogo. Per risolvere la controversia, i due devono partire da una definizione del piacere, il quale si manifesta in molti modi differenti. Il filosofo richiama così il proprio interlocutore a un uso più attento dei termini del discorso, poiché i piaceri non sono tutti uguali, solo alcuni sono buoni e la maggior parte malvagi. La stessa cosa d'altra parte, come Socrate non tarda a osservare, vale anche per la scienza e l'intelligenza. Quella che si pone è quindi anzitutto una questione di metodo, che parte dall'analisi del rapporto uno-molti non tra le cose sensibile ma tra realtà estranee a nascita e corruzione:
(Filebo 15b; trad. di E. Pegone)
Anche gli antichi, continua Socrate, sapevano che le cose hanno in sé il seme della finitezza e dell'infinitezza. Il rapporto uno-molti è infatti connaturata al logos, che per l'uomo è l'unico mezzo di accesso alla conoscenza. È dunque necessario osservare le cose e ricondurle tutte a un'idea, risalendo fino a scoprire che questa non solo è unità, ma ha anche una struttura numerica, la quale collega l'unità originaria all'infinitezza. Per poter dirsi esperti bisogna conoscere l'unità, ma per farlo è necessario partire dal numero dei molti. Esempi di ciò sono l'alfabeto e la musica: accennando al mito di Theuth, Socrate afferma che anche il dio ricorse a questo metodo, rendendosi conto che nell'infinitezza della voce è riconoscibile un certo numero di vocali, e che non è possibile conoscere una lettera senza conoscere le altre, creando così le regole della grammatica che le uniscono tutte.

## I quattro generi

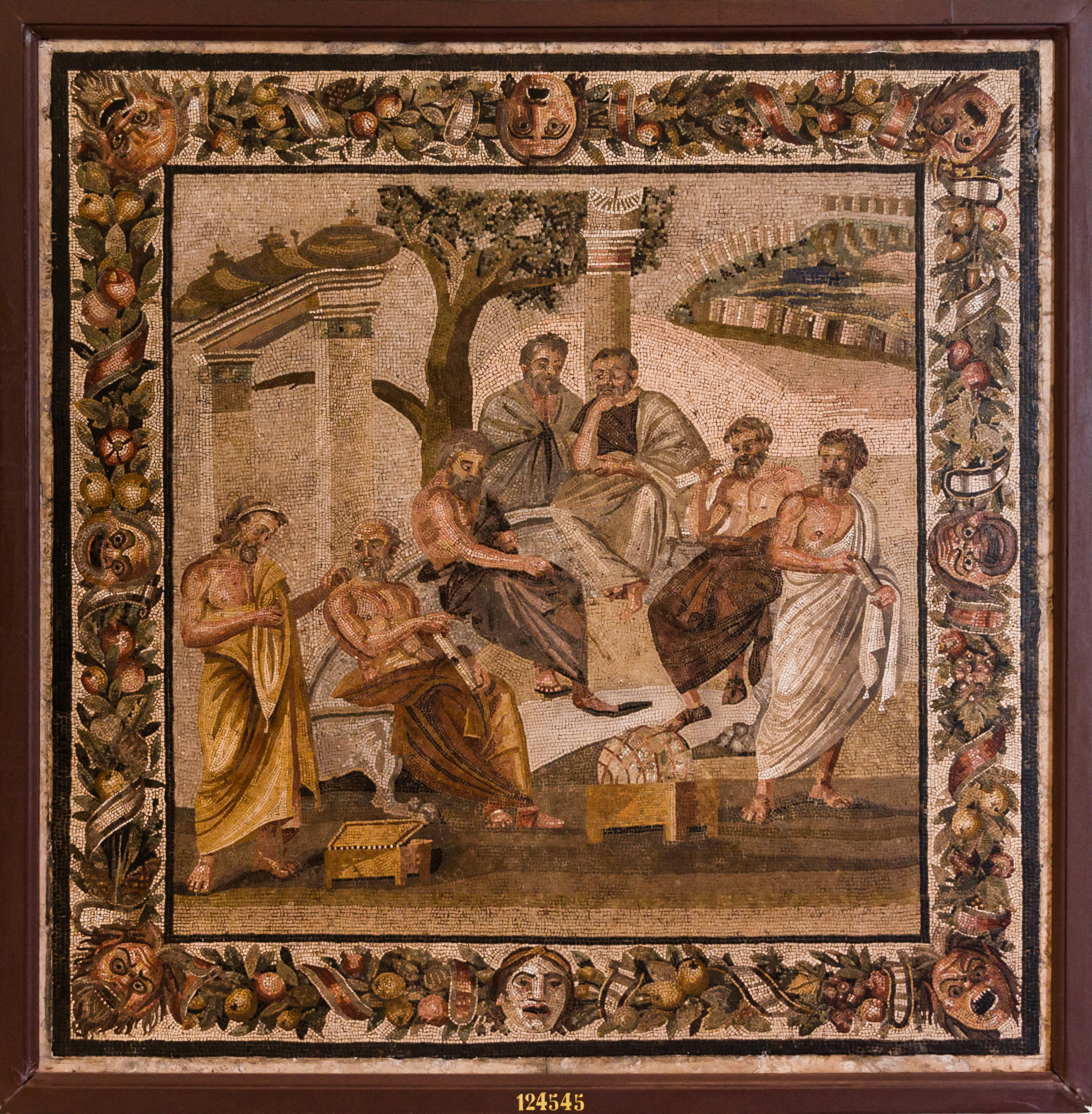
L'Accademia platonica in un mosaico di Pompei

Ascoltato il discorso relativo a unità e molteplicità, Filebo e Protarco richiamano l'attenzione sul tema di partenza, il piacere. Prima però Socrate dice di volersi concentrare su alcuni aspetti, primo tra tutti il fatto che il Bene è autosufficiente, cioè viene ricercato per sé stesso. Piacere e intelligenza devono essere esaminati separatamente: se dipendessero l'uno dall'altra, non sarebbero autosufficienti e quindi non sarebbero il Bene.
Tuttavia Protarco è costretto ad ammettere che non sono auspicabili né una vita di solo piacere né una di sola sapienza: nel primo caso si avrebbe il piacere ma non la coscienza di esso, mentre per il secondo si prospetta un'esistenza priva di emozioni. Per gli uomini è dunque necessario un misto di piacere e conoscenza. Diversa è invece la condizione degli dèi, che possono dedicarsi esclusivamente alla scienza: questo è il motivo per cui Socrate dice a Protarco che lo stile di vita misto appena descritto si colloca al secondo posto nella scala dei desiderabili.
Resta però da chiedersi che rapporto vi sia tra piacere e conoscenza. Per rispondere, Socrate distingue la realtà in quattro generi:
1. finito (pèiras)
2. infinito (àpeiras)
3. misto tra finito e infinito
4. causa della mescolanza

Nel genere dell'infinito, che corrisponde alla molteplicità, rientrano tutte le cose che ammettono un più o un meno (come il caldo o il freddo), che sono quindi senza limite. Al finito, invece, vengono ricondotte tutte le altre cose che sono determinate in modo preciso, come le forme geometriche. Al terzo genere, risultato della mescolanza dei precedenti due, appartengono le cose che sono proporzionate, generate ponendo una misura all'infinito attraverso il limite. Resta così da trovare il quarto genere, e Socrate lo individua nella causa della mescolanza, ovvero ciò che agisce modellando tutte le cose, mischiando finito e infinito. Sono i quattro generi, in ultima analisi, che consentono di pensare in modo non contraddittorio l'esistere delle cose.
Piacere e dolore si collocano nel secondo genere: essi infatti ammettono gradazioni, e pertanto rientrano nel novero dell'illimitato. Non così è invece per la scienza, la quale richiede la proporzione e l'armonia garantita dal quarto genere: nell'uomo esso corrisponde all'anima, nel cosmo all'intelletto ordinatore.

## Analisi dei piaceri
Si passa così ad analizzare i vari tipi di piacere e dolore. Socrate inizia con quelli legati al corpo, distinguendoli da quelli dell'anima che si rivelano essere attese di dolori o piaceri futuri: i dolori sono il risultato della corruzione degli elementi naturali, mentre i piaceri consistono nella loro aggregazione. Vi è poi la condizione felice in cui vivono le divinità, che non conosce dolori e piaceri. Socrate passa quindi a concentrare la propria attenzione sui piaceri misti, nati dalla diversa combinazione di piaceri dell'anima e del corpo tra di loro, soffermandosi sul concetto di sensazione, intesa quale comune disposizione e movimento comune di anima e corpo. Questa si differenzia dal ricordo, il quale nasce nel momento in cui la memoria richiama in sé stessa una sensazione che aveva appreso e che ha perduto. Fatte queste premesse, Socrate e i suoi interlocutori possono ora dedicarsi all'analisi dei piaceri e alla nascita del desiderio, il quale ha origine nell'anima, non nel corpo: per esempio, una cosa è la sete, che deriva da una mancanza, altra è il desiderio di bere, che invece nasce nell'anima allo scopo di colmare il vuoto. Questo parallelismo permette a Socrate di dimostrare che i piaceri possono essere cattivi: non sempre i piaceri e i dolori sono veri ma, così come le opinioni, possono anche essere falsi, poiché infatti capitano casi di persone che pensano di provare piacere senza che ciò avvenga realmente. Socrate si sofferma quindi sull'origine delle opinioni nell'anima:
(Filebo 39a; trad. di E. Pegone)
Il filosofo continua affermando che, in conseguenza di quanto detto, i malvagi hanno opinioni sbagliate e quindi godono di piaceri fallaci, mentre ai giusti accade il contrario. Vi è però anche il caso di piaceri che non nascono dal dolore per una mancanza, ma dalla conoscenza: si tratta dei piaceri puri, che si provano con l'apprendimento e la contemplazione disinteressata. Solo questi possono essere perseguiti, mentre gli altri piaceri, a cui è mischiato del dolore, non possono coincidere con il Bene perché partecipano del suo contrario, il male. Inoltre, avendo concordato con Protarco sulla superiorità dell'essere rispetto al generarsi, e avendo stabilito che il piacere è un generarsi, esso non potrà coincidere con il Bene. Diverso è però il caso di quelli puri, che sono sottoposti a ordine e misura.

## La scienza e il Bene

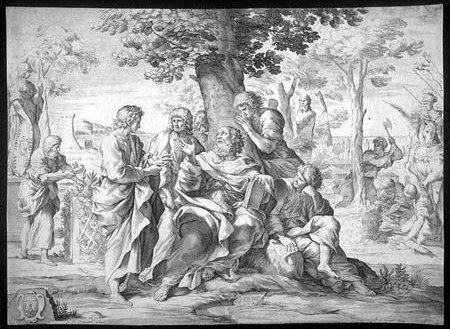
Johann Friedrich Greuter, Socrate e i suoi studenti, XVII secolo

Dopo essersi occupato dei piaceri, Socrate inizia l'analisi della scienza (ἐπιστήμη). Come per i piaceri, anche tra le scienze è possibile fare una distinzione, separando anzitutto le arti pure (quelle più precise, come l'arte di costruire case) dalle impure (quelle meno precise, come la musica, l'auletica, ma anche la medicina, l'agricoltura e l'arte della guerra), le quali procedono per congettura ed esperienza di chi le pratica. Tuttavia, tra tutte queste il primato spetta alla dialettica, la più alta forma di conoscenza, «in grado di investigare la chiarezza, la precisione, e il massimo grado di verità».
Resta ora da indagare il Bene, che nasce dalla fusione degli elementi sin qui descritti. Questa mescolanza evita la dissennatezza e la malvagità, e nasce dalla proporzione, che è una caratteristica del Bene insieme a bellezza e verità. Socrate può così elencare a Protarco una scala di valori in cui il primo posto è occupato dalla misura e da ciò che sia a essa simile ed è eterno; segue quindi ciò che da essa deriva, e che è dotato di proporzione e bellezza; terza è la causa della mescolanza, ovvero l'intelligenza; quarte sono le scienze pure e le corrette opinioni dell'anima; quinti vengono infine i piaceri puri.
A Socrate non resta che concludere il dialogo ricapitolando quanto detto e salutare i propri interlocutori.

### Edizioni italiane
- Platone, Filebo, a cura di G. Cambiano, in: Dialoghi filosofici, vol. 2, Utet, Torino, 1981.
- Platone, Filebo, a cura di A. Zadro, in: Opere complete, a cura di G. Giannantoni, Laterza, Bari,1982, vol. 3.
- Platone, Filebo, a cura di E. Pegone, in: Tutte le opere, a cura di E.V. Maltese, Newton Compton, Roma, 2009.
- Platone, Filebo, a cura di S. Primiceri, traduzione di Emidio Martini, Libri dell'Arco, Rimini, 2023.

### Letteratura critica
- Plato's Philebus. Selected Papers from the Eighth Symposium Platonicum, ed. John Dillon & Luc Brisson, Academia Verlag, Sankt Augustin 2010 (International Plato Studies 26)
- F. Adorno, Introduzione a Platone, Laterza, Bari 1978
- Cosenza P. (a cura di), Il Filebo di Platone e la sua fortuna. Atti del Convegno internazionale dell'Istituto Universitario Orientale di Napoli, D'Auria, Napoli 1996
- C. Kahn, Platone e il dialogo socratico, trad. it., Vita e Pensiero, Milano 2008
- M. Migliori, L'uomo tra piacere, intelligenza e Bene. Commentario storico-filosofico al “Filebo” di Platone, Vita e Pensiero, Milano 1993
- G. Reale, Per una nuova interpretazione di Platone, Vita e Pensiero, Milano
- F. Trabattoni, Platone, Carocci, Roma 1998